# Джим Більба
Джим Більба (фр. Jim Bilba, 17 квітня 1968) — французький баскетболіст.
Срібний призер Олімпійських Ігор 2000 року.